# Georgia Stanway
Georgia Marie Stanway (* 3. Januar 1999 in Barrow-in-Furness, Cumbria) ist eine englische Fußballspielerin. Die Spielerin steht seit Sommer 2022 beim FC Bayern München unter Vertrag und spielt seit 2018 für die A-Nationalmannschaft.

## Karriere

### Vereine
Stanway begann ihre Karriere bei den Blackburn Rovers. 2015 wechselte sie zum Manchester City WFC. Nach dem zweiten Platz in der Liga gelang den Citizens 2016 das Double aus Meisterschaft und WSL-Ligapokalsieg. In der UEFA Women’s Champions League 2016/17 kam sie in drei Spielen auf zusammen 52 Einsatzminuten und erreichte mit ihrer Mannschaft das Halbfinale, wo nach einer 1:3-Heimniederlage gegen Titelverteidiger Olympique Lyon der 1:0-Auswärtssieg nicht reichte, um ins Finale zu kommen.
In der „Spring Series“ genannten kurzen Übergangssaison 2017 kam sie in sieben der acht Spiele zum Einsatz. Diese kurze Saison endete ebenso mit der Vizemeisterschaft wie die folgende, nun an den normalen europäischen Spielkalender angepasste Saison 2017/18. Dazwischen gewann sie am 13. Mai 2017 den FA Women’s Cup durch ein 4:1 gegen Birmingham City.
In der UEFA Women’s Champions League 2017/18 kam sie in sieben Spielen zum Einsatz und erzielte im Viertelfinale beim 5:3 gegen Linköpings FC zwei Tore. Die Citizens scheiterten erneut im Halbfinale an Lyon.
2018/19 wurde ManCity erneut Zweiter, sie wurde dabei in 19 Spielen eingesetzt. In der UEFA Women’s Champions League 2018/19 kam sie nur in zwei Spielen zum Einsatz, bedingt dadurch, dass bereits im Sechzehntelfinale Schluss war, wo ManCity nach einem 1:1 bei Atlético Madrid das Heimspiel mit 0:2 verlor. Am 23. Februar und 4. Mai 2019 konnten aber durch einen Sieg im Elfmeterschießen gegen Arsenal der Liga-Pokal und durch ein 3:0 gegen West Ham United vor 43.264 Zuschauern im Wembley-Stadion der FA Women’s Cup gewonnen werden, wobei sie das zweite Tor erzielte.
In der UEFA Women’s Champions League 2019/20 hatte sie zwei Einsätze: beim 7:1-Auswärtssieg gegen den UEFA Women’s Champions League 2019/20 im Sechzehntelfinale und bei der 1:2-Auswärtsniederlage gegen Atlético Madrid im Achtelfinale. Da ihre Mitspielerinnen im Heimspiel nur ein 1:1 erzielt hatten, schieden die Citizens aus. Beim COVID-19-bedingten Abbruch der FA Women’s Super League 2019/20 stand Manchester auf dem ersten Platz, Chelsea hatte aber die beste Quote und wurde daher zum Meister erklärt. In der Qualifikation zur UEFA Women’s Champions League 2021/22 hatte sie nur einen Kurzauftritt im Rückspiel des mit 0:1 verlorenen Finales gegen Real Madrid. Da ihre Mitspielerinnen im Hinspiel in Madrid nur ein 1:1 erreicht hatten, verpassten sie die erstmals ausgetragene Gruppenphase.
Zur Saison 2022/23 wechselte Stanway zum Bundesligisten FC Bayern München, mit dem sie einen Dreijahresvertrag unterschrieb. Im zweiten Champions-League-Spiel der Gruppe D gelangen ihr im Auswärtsspiel gegen Benfica Lissabon am 27. Oktober 2022 ihre ersten beiden Tore für den FC Bayern München. Ihr erstes Bundesligator erzielte sie am 10. Dezember 2022 (10. Spieltag) beim 2:0-Sieg im Heimspiel gegen Bayer 04 Leverkusen mit dem Treffer zum 1:0 in der 30. Minute.
2023 wurde der Vertrag bis 2026 verlängert.

### Nationalmannschaft
Im Oktober 2014 nahm sie mit der U17-Nationalmannschaft in Bulgarien an der ersten Qualifikationsrunde zur Europameisterschaft 2015 teil. Mit sechs Toren, einem Drittel der Tore ihrer Mannschaft, trug sie dazu bei, dass sich ihre Mannschaft für die Eliterunde qualifizierte. Diese fand im April 2015 in Irland statt. Zwar wurde das erste Spiel gegen die Gastgeberinnen mit 0:2 verloren, mit Siegen gegen Ungarn und die Niederlande, bei denen sie ein Tor erzielte, qualifizierten sich die Engländerinnen als Gruppensieger für die Endrunde. Mit ihren sieben Toren war sie drittbeste Torschützin der Qualifikationsrunden. Bei der Endrunde im Juni 2015 in Island, bei der ihre Mannschaft in der Gruppenphase ausschied, kam sie nicht zum Einsatz.
Im Oktober 2015 wurde ein neuer Anlauf in Estland in der ersten Qualifikationsrunde zur Europameisterschaft 2016 genommen. Mit 28:2 Toren, wovon sie acht erzielte, qualifizierten sich die Engländerinnen für die Eliterunde. Diese fand im März 2016 in Serbien statt. Hier erzielte sie zwar nur ein Tor, wurde aber gemeinsam mit ihrer Mitspielerin Alessia Russo und einer Spanierin beste Torschützin der beiden Qualifikationsrunden. Ihre Mannschaft qualifizierte sich mit drei Siegen für die Endrunde in Belarus. In diese führte sie ihre Mannschaft und steuerte auch hier zwei Tore zum Erreichen des dritten Platzes bei. Damit qualifizierten sich die Engländerinnen für die Weltmeisterschaft 2016. Hier half die Spielführerin dem Team mit drei Toren das Viertelfinale zu erreichen, das jedoch mit 0:3 gegen den späteren Vizeweltmeister Japan verloren wurde. Hier konnte sie nach zwei Gelben Karten in den Gruppenspielen nicht eingesetzt werden.
Im April 2017 nahm sie mit der U19-Mannschaft an der zweiten Qualifikationsrunde zur Europameisterschaft 2019 teil. Für dieses Turnier in der Türkei waren die Engländerinnen automatisch qualifiziert. Stanway erzielte bei den drei Siegen ohne Gegentor je ein Tor und qualifizierte sich mit ihrer Mannschaft für die Endrunde. Die Mannschaft qualifizierte sich dort durch ein 2:0 im Playoffspiel gegen Schottland für die Weltmeisterschaft 2018. Bei dieser kam sie in den sechs Spielen zum Einsatz und erzielte dabei sechs Tore, u. a. beide Tore beim 2:1-Sieg im Viertelfinale gegen die Niederlande. Im Spiel um Platz 3 gegen Frankreich erzielte sie das erste Tor. Da die Französinnen noch ausgleichen konnten, kam es zum Elfmeterschießen, in dem sie erfolgreich war und damit ihrer Mannschaft half dieses mit 4:2 zu gewinnen. Zusammen mit der Spanierin Patricia Guijarro war sie mit ihren sechs Toren beste Torschützin des Turniers, die Spanierin hatte aber noch drei Vorlagen gegeben.
Bereits im Februar 2018 war sie in den A-Nationalmannschaftskader für den SheBelieves Cup 2018 berufen worden, nachdem Jordan Nobbs verletzt ausfiel. Sie kam bei dem Turnier aber nicht zum Einsatz. Nachdem sich England für die WM 2019 qualifiziert hatte, wurde sie im Oktober wieder zu zwei Testspielen eingeladen. Ihren ersten Einsatz in der A-Elf hatte sie dann am 8. November 2018 beim 3:0-Auswärtssieg gegen die Nationalmannschaft Österreichs. Sie gehörte der Startelf an und erzielte das 2:0. Drei Tage später wurde sie im Heimspiel gegen die Nationalmannschaft Schwedens in der 73. Minute beim Stand von 0:2 eingewechselt, konnte dem Spiel letztendlich keine Wende mehr geben.
Es folgten weitere Kurzeinsätze beim gewonnenen SheBelieves Cup 2019 und den April-Testspielen gegen die Nationalmannschaften Kanadas und Spaniens. Am 8. Mai erfolgte dann die Nominierung für die WM in Frankreich als jüngste Spielerin des Kaders. Bei der WM kam sie in den drei Gruppenspielen, im Viertel- und Halbfinale zum Einsatz, wobei sie viermal in der Schlussviertelstunde eingewechselt wurde. Lediglich im Gruppenfinale gegen die Nationalmannschaft Japans, in dem sie in der 14. Minute die Vorlage zum 1:0 durch Ellen White gab, gehörte sie der Startelf an, wurde jedoch nach 74 Minuten ausgewechselt. Ihre Mannschaft schloss das Turnier auf dem vierten Platz ab.
Am 27. Mai 2021 wurde sie für das Team GB nominiert, das am wegen der COVID-19-Pandemie um ein Jahr verschobenen olympischen Fußballturniers in Tokio teilnahm. Bei den Spielen spielte sie im ersten und dritten Gruppenspiel jeweils über 90 Minuten, im zweiten Gruppenspiel wurde sie in der 88. und im Viertelfinale gegen die Nationalmannschaft Australiens in der 112. Minute eingewechselt. Die Britinnen verloren mit 3:4 nach Verlängerung.
In den ersten sechs Spielen der Qualifikation für die WM 2023 wurde sie fünfmal eingesetzt und erzielte bei den 10:0- und 20:0-Siegen gegen die Nationalmannschaft Lettlands jeweils ein Tor. Das 20:0 ist der höchste Sieg einer europäischen Nationalmannschaft. Die Engländerinnen überboten damit den erst fünf Tage zuvor von der Nationalmannschaft Belgiens beim 19:0 gegen die Nationalmannschaft Armeniens aufgestellten Rekord und ebenso wie die Belgierinnen das 17:1 der dänischen Männernationalmannschaft gegen die Nationalmannschaft Frankreichs aus dem Jahr 1908.
Am 17. Mai 2022 wurde sie für den vorläufigen EM-Kader benannt. Am 15. Juni wurde sie auch für den finalen Kader berücksichtigt. Es ist für sie die vierte EM-Teilnahme. Bei der EM wurde sie in allen sechs Spielen eingesetzt, erzielte zwei Tore und beendete das Turnier mit dem ersten EM-Titel für England. Im Eröffnungsspiel gegen Österreich wurde sie zur „Spielerin des Spiels“ gewählt.
Sie wurde auch in den letzten beiden Spielen der Qualifikation für die WM 2023 nach der EM eingesetzt und qualifizierte sich am 3. September mit ihrer Mannschaft durch einen 2:0-Sieg in Wiener Neustadt gegen Österreich für die WM-Endrunde. Am 31. Mai 2023 wurde sie als eine von 23 Spielerinnen für die WM-Endrunde in Australien und Neuseeland nominiert. Die Engländerinnen erreichten erstmals das Finale, verloren dieses aber gegen Spanien mit 0:1. Stanway kam in allen sieben Spielen zum Einsatz und erzielte im ersten Gruppenspiel per Strafstoß das Tor zum 1:0-Sieg gegen Haiti.
Da erstmals das Abschneiden bei der WM für die europäischen Teams nicht entscheidend für die Qualifikation zu den Olympischen Spielen 2024 war, verhalf ihnen der Finaleinzug nicht zur Olympiateilnahme. Sie mussten sich über die neue UEFA Women’s Nations League 2023/24 stellvertretend für die Britische Fußballolympiamannschaft der Frauen für die Spiele in Paris qualifizieren. Die Engländerinnen verloren aber die Spiele in Belgien und den Niederlanden und verpassten als Gruppenzweite das Final Four Turnier, bei dem um zwei Olympiatickets gespielt wurde. Stanway kam in den sechs Spielen zum Einsatz und erzielte ein Tor.
Aufgrund einer Knieverletzung konnte sie in den ersten vier Spielen der  UEFA Women’s Nations League 2025 nicht eingesetzt werden, wurde aber für die beiden letzten Spiele nach Saisonabschluss wieder nominiert.

## Erfolge
Nationalmannschaft
- Finalist Weltmeisterschaft 2023
- Finalissima-Sieger 2023
- Europameister 2022, 2025
- SheBelieves Cup-Sieger 2019

Vereine
- mit Manchester City:
  - Englischer Meister 2016
  - FA Women’s Cup-Sieger 2017, 2019, 2020
  - WSL-Ligapokalsieger 2016, 2019 (mit Manchester City)
- mit dem FC Bayern München:
  - Deutscher Meister 2023, 2024, 2025
  - DFB-Pokal-Sieger 2025
  - DFB-Supercup-Sieger 2024